# ぼくのプレミアライフ
『ぼくのプレミアライフ』（Fever Pitch: A Fan's Life）は、イギリスの小説家ニック・ホーンビィの自伝的小説、スポーツエッセイ。ホーンビィの処女作で、1992年に出版された。
イングランド・プレミアリーグに属するサッカークラブ・アーセナルFCの熱烈なサポーターである著者が、サッカー観戦と切り離せない自らの個人史と、イギリスの（特にアーセナルを中心とした）サッカー事情を描く。イギリスでは100万部を超すベストセラーとなった。
日本語訳版はホーンビィの第二作『ハイ・フィデリティ』に遅れ、2000年に森田義信訳で出版された。

## 映画
本作を原作として、2本の映画が制作された。1997年にイギリスで制作された『ぼくのプレミアライフ フィーバーピッチ』（原題: Fever Pitch、主演: コリン・ファース）、2005年にアメリカ合衆国で制作された『2番目のキス』（原題: Fever Pitch、主演: ドリュー・バリモア、ジミー・ファロン）である。『2番目のキス』では、舞台をアメリカのボストンに移し、題材となるプロスポーツも野球（メジャーリーグベースボール）に置き換えている。